# Plusiotricha livida
Plusiotricha livida là một loài bướm đêm trong họ Noctuidae.